# Alaerd van Wijngaerdentoren
De Alaerd van Wijngaerdentoren of Drenckwaertstoren was een middeleeuwse wachttoren in de Zuid-Hollandse stad Dordrecht, die deels nog aanwezig is achter de 19e-eeuwse gevels van de rijksmonumentale huizen Kuipershaven 37 en 38, aan de Wolwevershaven. Tot 2003 werd gedacht dat de huizen een fragment van de toren en een deel van de oude stadsmuur herbergden, maar uit nader bouwhistorisch onderzoek is gebleken dat de beide huizen samen de volledige toren vormen en dat het twijfelachtig is of hier aan het water ooit een stenen stadsmuur heeft gestaan in plaats van alleen een aarden wal en een houten palissade.

## Naam
De toren had in het verleden verschillende namen, waaronder Alaerd (of Alaert) van den Wijngaerdentoren, Kolsterstoren, Drenckwaertstoren en Pompenstoren. De namen verwijzen waarschijnlijk naar bouwheren of vroegere eigenaren, vaak burgemeesters van Dordrecht. Matthijs Balen beschrijft de toren in 1677 als: "Den Torn van Alard van den Wijngaarden. Zijnde naderhand Kolsters, Drenkwaards, en Pompense-Toorn: mede Gesticht ten eynde als voren [nl. zoals de Klockelaerstoren, "een van Stads Oude Wacht-Thoornen"], nu verstrekkende Pak-Huyzen."
Volgens Balen was "Alairt vanden Wijngaerden" burgemeester in de jaren 1370, 1385, 1386 en 1389. Vanaf 1525 wordt Florens vander Coulster meermaals vermeld als burgemeester, later in de 16e eeuw gevolgd door meerdere leden van de familie Drenckwaert (tot 1572). De precieze reden om de toren naar deze personen te noemen is niet bekend. Balen vermeldt verder dat "Mr. Matthijs Pompe, Heere van Slingeland," in zijn tijd (1677) de eigenaar van de toren was – vandaar de naam Pompenstoren.

## Geschiedenis
Op basis van de gebruikte bakstenen wordt de toren op zijn vroegst in het tweede kwart van de veertiende eeuw gedateerd. Hij heeft een rechthoekige plattegrond met de lange zijde evenwijdig aan de kade. Hij leek oorspronkelijk waarschijnlijk op de ongeveer even oude, iets kleinere Watersteinstoren die tot 1858 aan de Nieuwe Haven heeft gestaan. In het begin stond de Alaerd van Wijngaerdentoren direct aan de rivier. Na de aanleg van de Wolwevershaven in 1609 verloor de toren zijn defensieve functie en werd hij verbouwd tot pakhuis. Waarschijnlijk werden al snel daarna de omliggende percelen volgebouwd. Rechts ervan verrees het pakhuis "Duitschland", waarbij de rechter zijmuur van de toren als gemeenschappelijke bouwmuur fungeerde.
Uit de oudste kadastrale kaart van Dordrecht blijkt dat de voorgevel van de toren niet gelijk liep met de huidige rooilijn van de Kuipershaven, maar in zuidwestelijke richting schuin naar achteren liep. Dit kan erop wijzen dat de toren oorspronkelijk ongeveer op een lijn stond met de twee andere torens die door 17e-eeuwse auteurs in een adem worden genoemd met Alaerd van Wijngaerdentoren: de Klockelaerstoren en de Watersteinstoren. Na 1609 zal de rooilijn tussen de toren en de Roobrug meer in de richting van de Wolwevershaven zijn verplaatst. Zo is bijvoorbeeld het hoekhuis Kuipershaven-Aardappelmarkt, dat bekendstond als "de hoek van Sint-Joost" en dateert van 1625, waarschijnlijk op de vroegere kade zijn gebouwd, evenals de huizen ernaast.
In 1840, toen het perceel waarop de toren stond, in tweeën werd gedeeld, is de voorgevel van de toren afgebroken en zijn er twee nieuwe huisgevels op de huidige rooilijn gebouwd. In elk geval de rechter zijmuur en de achtergevel van de toren zijn toen blijven staan; de linker zijmuur is nog niet onderzocht. De overgang tussen oude rechter zijmuur en nieuwe voorgevel is opgevuld met nieuw metselwerk, zoals bleek tijdens een verbouwing in 1990. Het is niet bekend of de bovenbouw van de toren al voor 1840 was gesloopt, maar aangezien er geen afbeeldingen van de toren uit deze tijd bestaan, is dit vermoedelijk al in de 17e of 18e eeuw gebeurd. In elk geval was de toren na 1840 niet meer als zodanig herkenbaar.
Toen in 1903 het naburige pakhuis "Duitschland" – tussen de toren en "Het Meevat" op de hoek van de Schrijversstraat – werd afgebroken om plaats te maken voor de nieuwe pastorie van de Bonifatiuskerk, kwam de rechter zijmuur van de toren met bovenaan een reeks gotische boogjes tevoorschijn. De zijgevel, die voor de nieuwbouw moest worden ingekort, is toen gedocumenteerd door Carel Tenenti, de architect van de pastorie, en enkele fragmenten van de boogjes zijn bewaard gebleven. Stadsarchivaris Van Dalen schreef later ten onrechte dat de pastorie op de plaats van de toren was gebouwd.

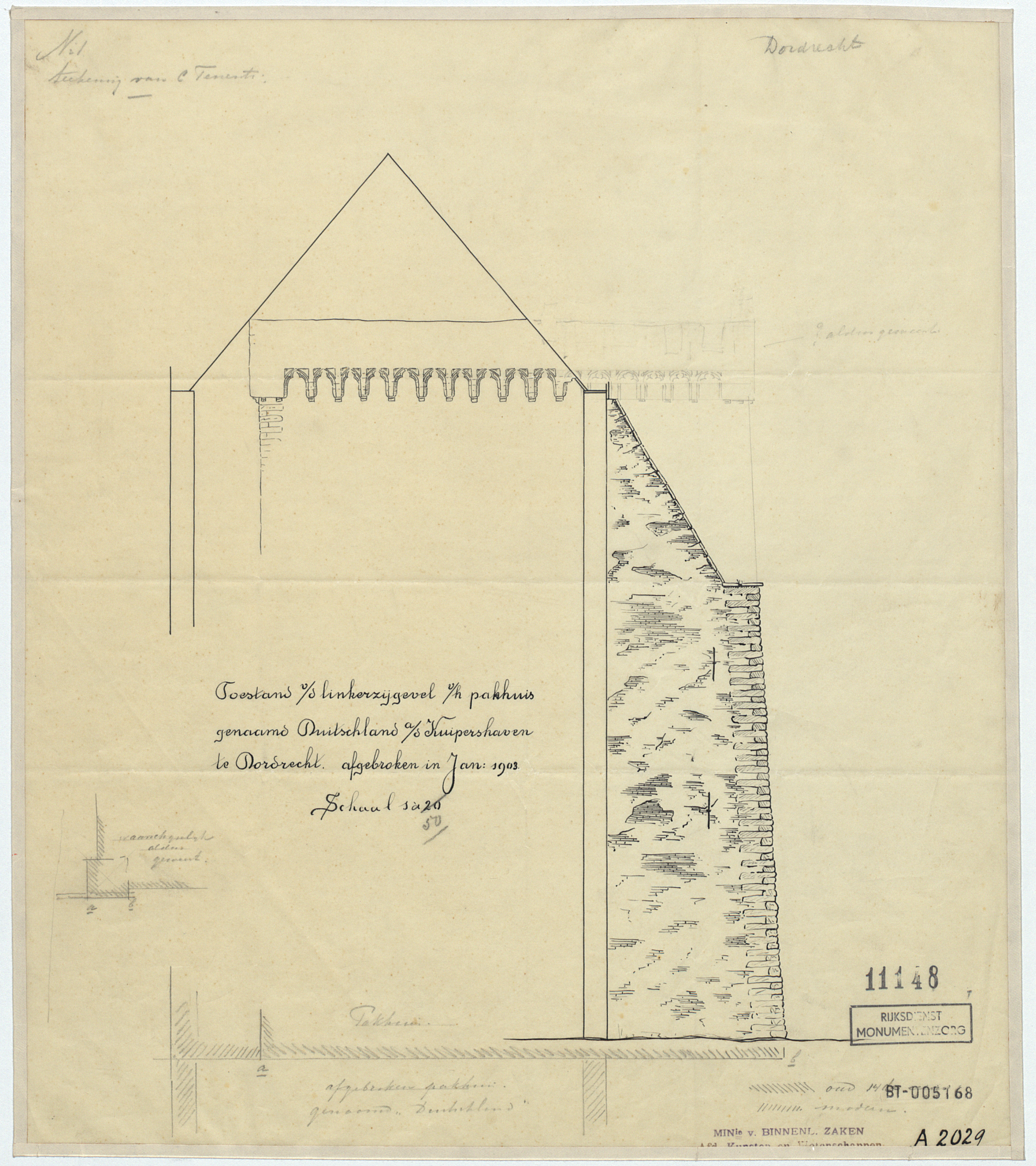
Carel Tenenti, Zijgevel van de Alaerd van Wijngaerdentoren, 1903, RCE, Amersfoort, inv. BT-005168
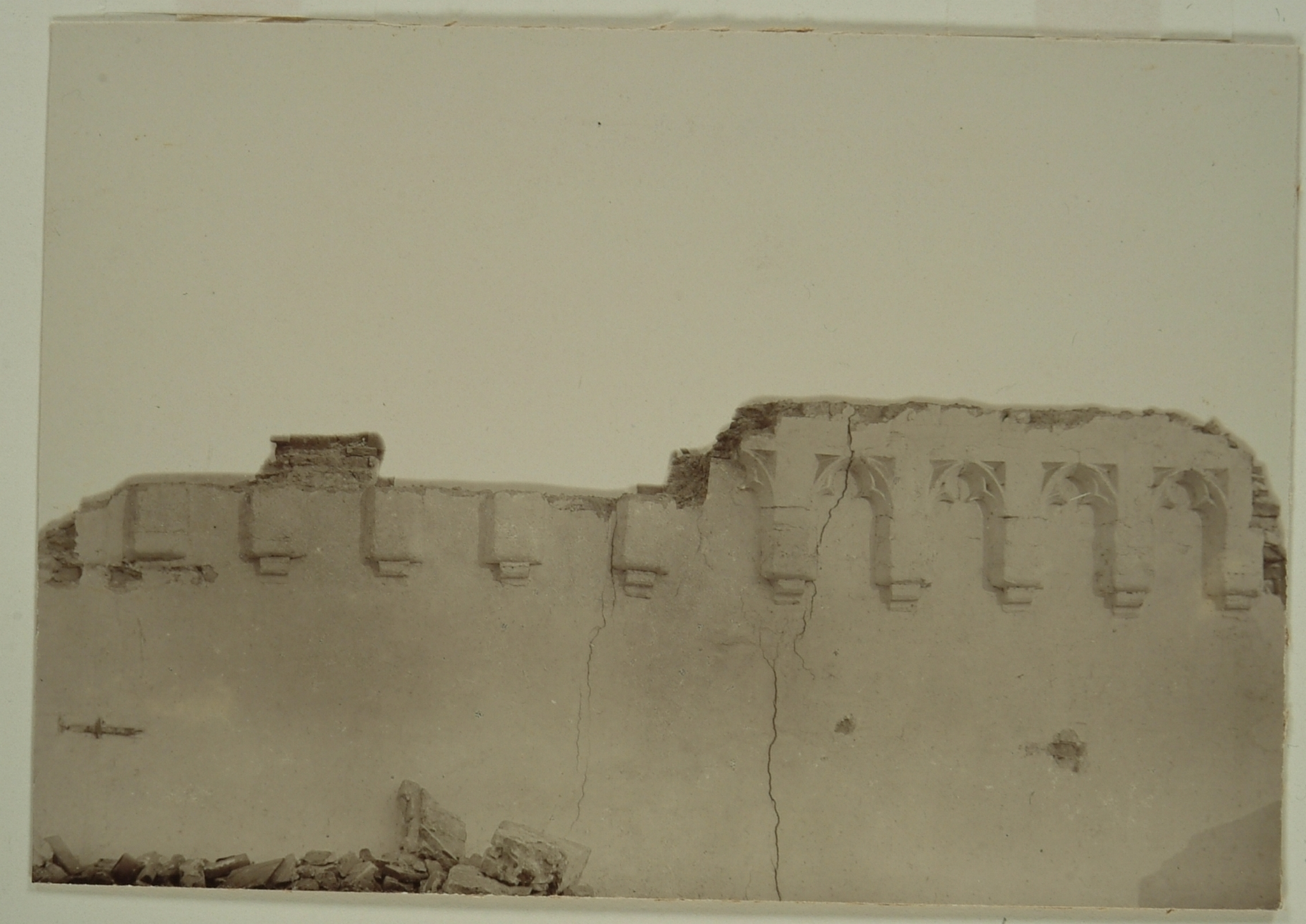
J.G.H. Beelenkamp, Fragment van de Alaerd van Wijngaerdentoren, foto, ca. 1903, Regionaal Archief Dordrecht, inv. 551_50108

## Bouwhistorisch onderzoek Kuipershaven 38
De volgende foto's werden op 2 december 2003 gemaakt tijdens het bouwhistorisch onderzoek van Kuipershaven 38, de rechterhelft van de toren (fotograaf: Chris Booms, RCE).

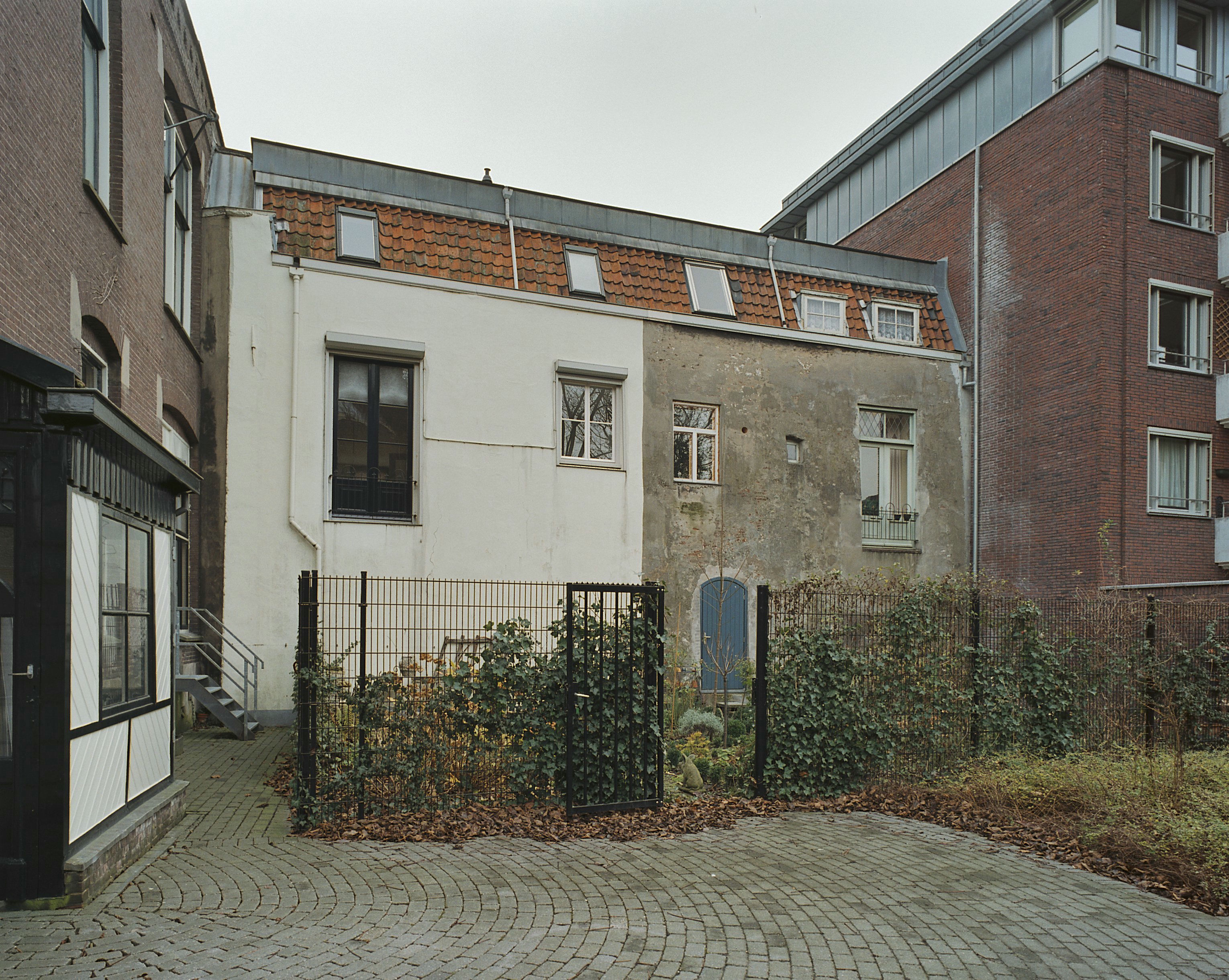
Achtergevels van de huizen Kuipershaven 38 (links, wit) en 37 (rechts, grijs), die samen de achtergevel van de toren vormen
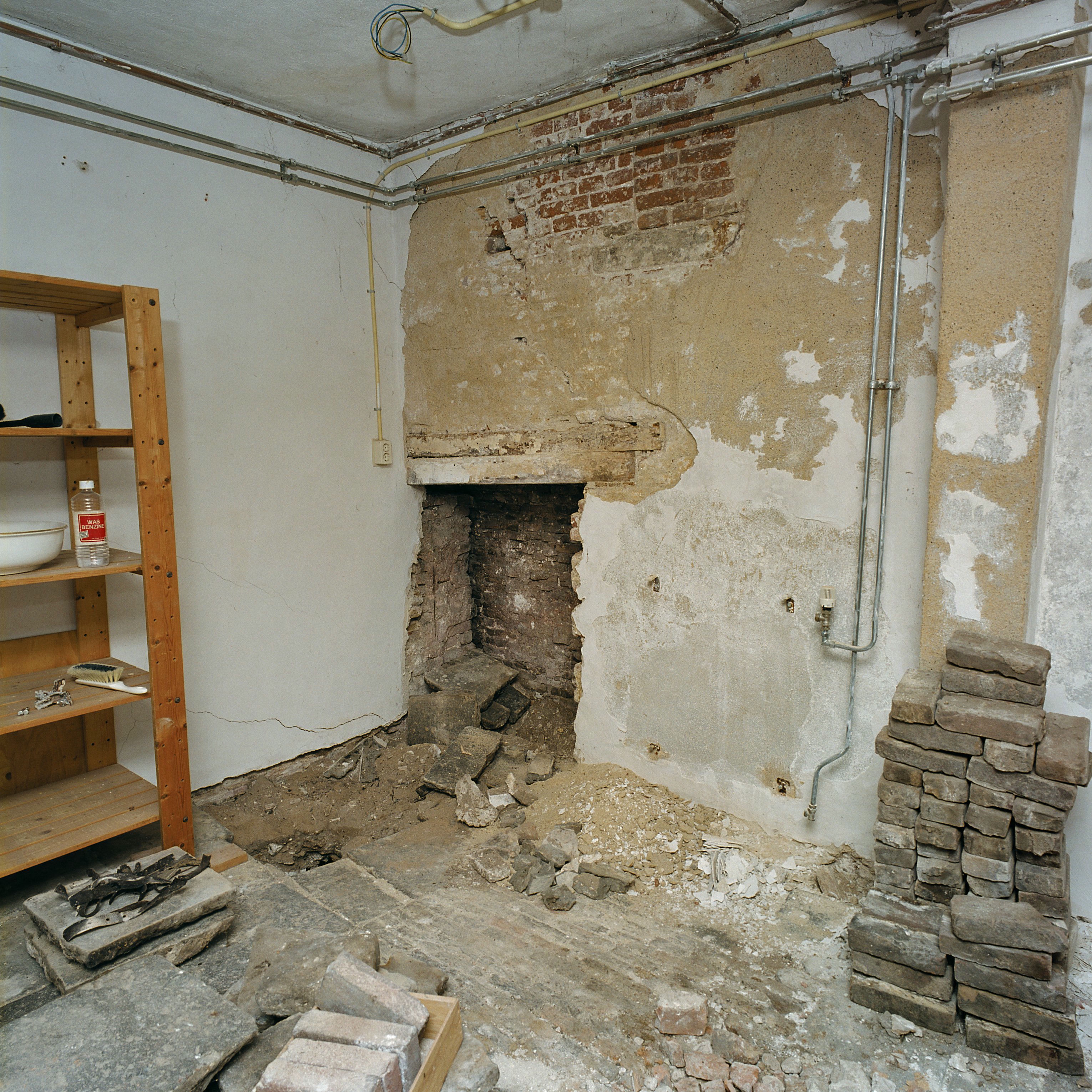
Interieur, linkerzijde van de achtergevel met middeleeuws metselwerk en bovenin mogelijk een dichtgezet venster met natuurstenen kozijn
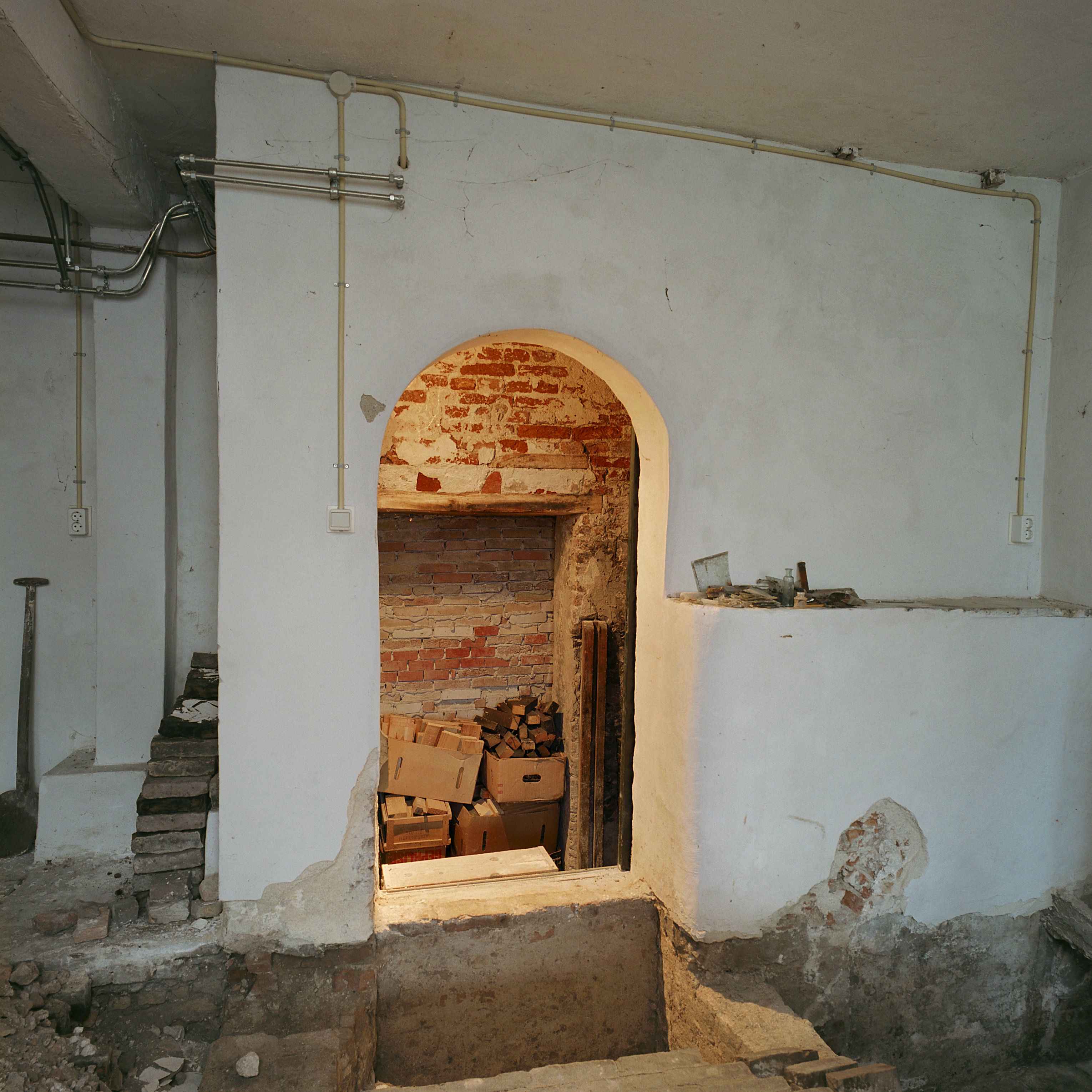
Interieur, rechterzijde van de achtergevel met de doorgang naar een afgescheiden ruimte en daarin een dichtgezette deur naar de tuin
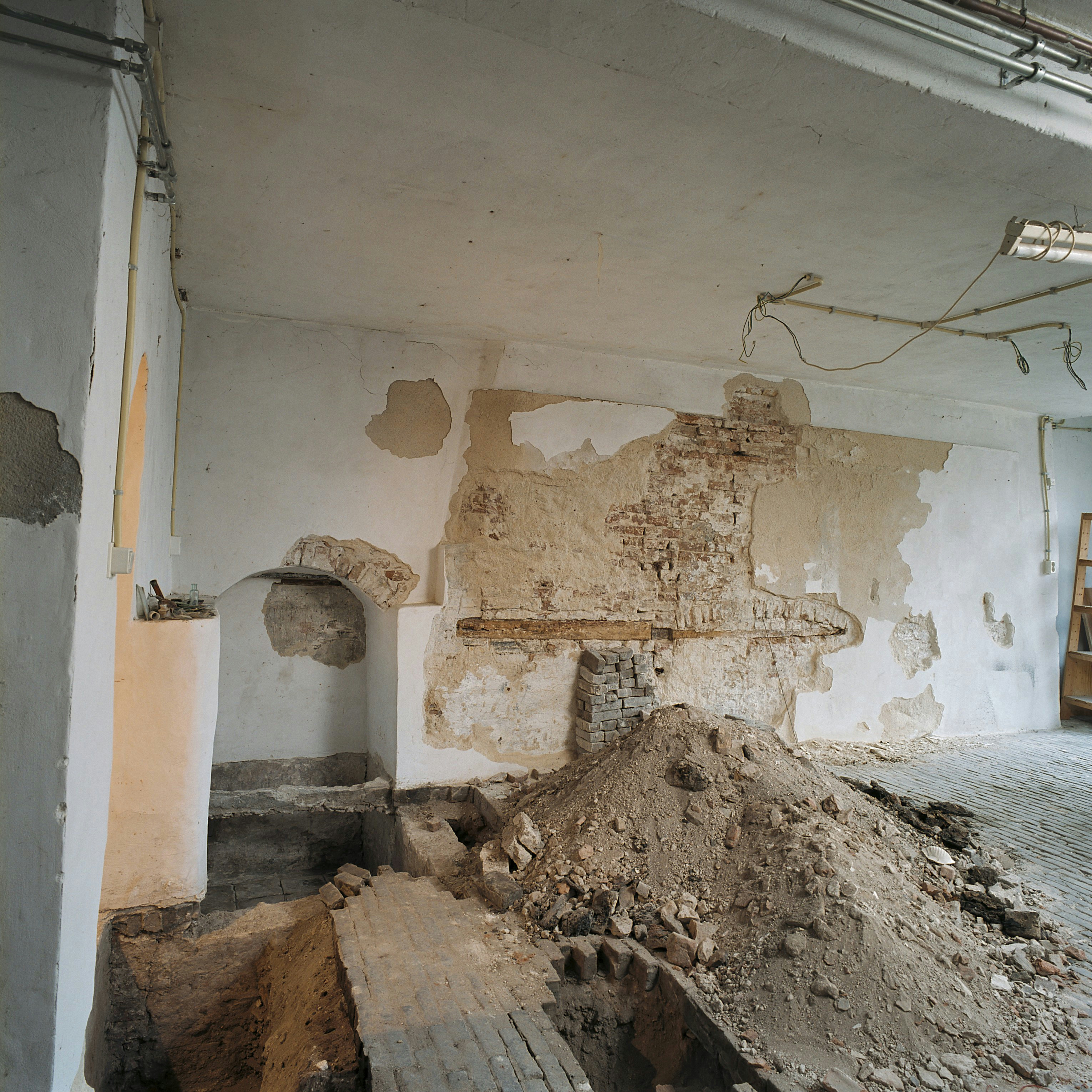
Interieur, rechter zijgevel met middeleeuws metselwerk en een oude doorgang naar pakhuis "Duitschland"
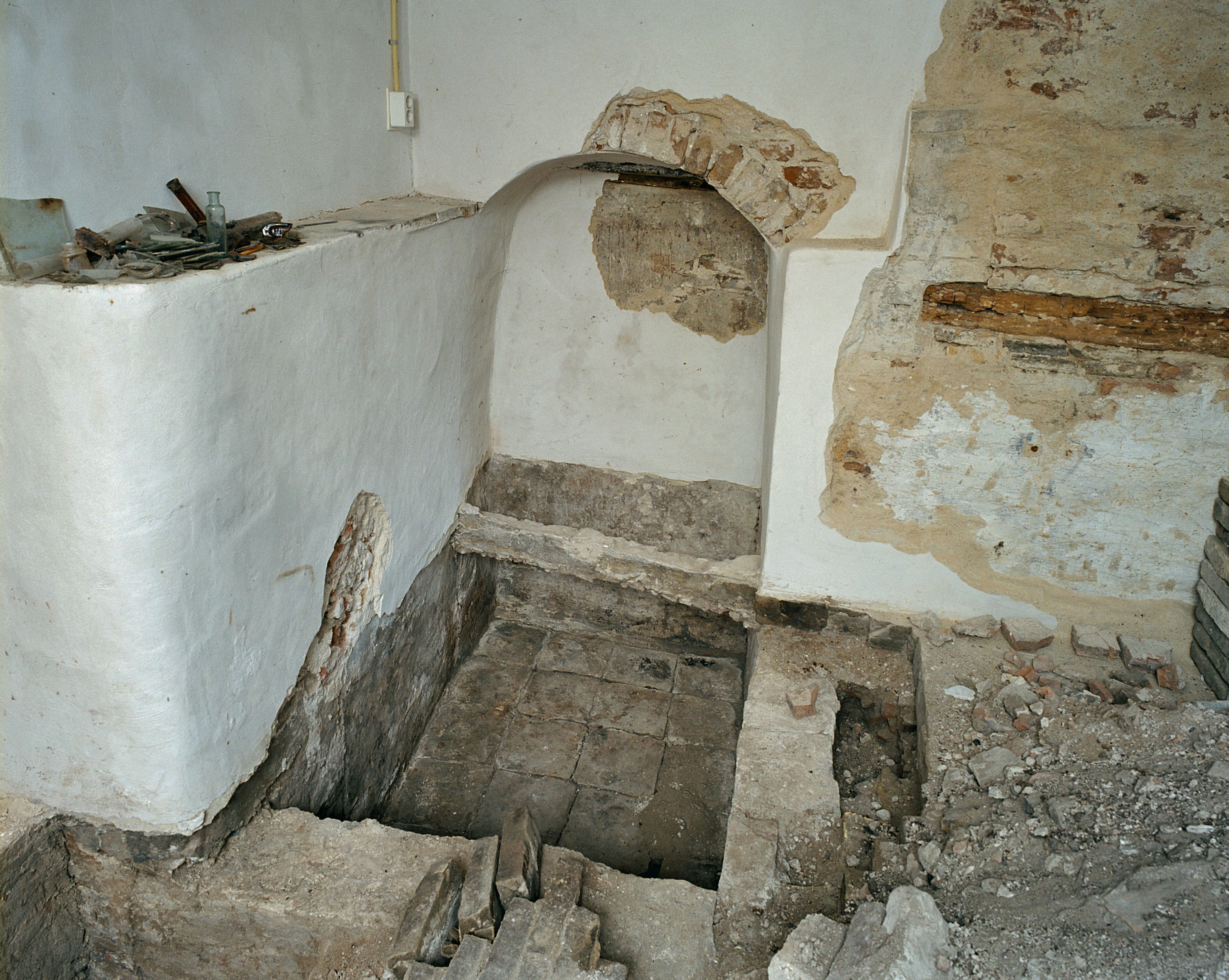
Detail van de doorgang met links een oud muurtje dat mogelijk de aanzet van een gewelfje is